# Luxulianita

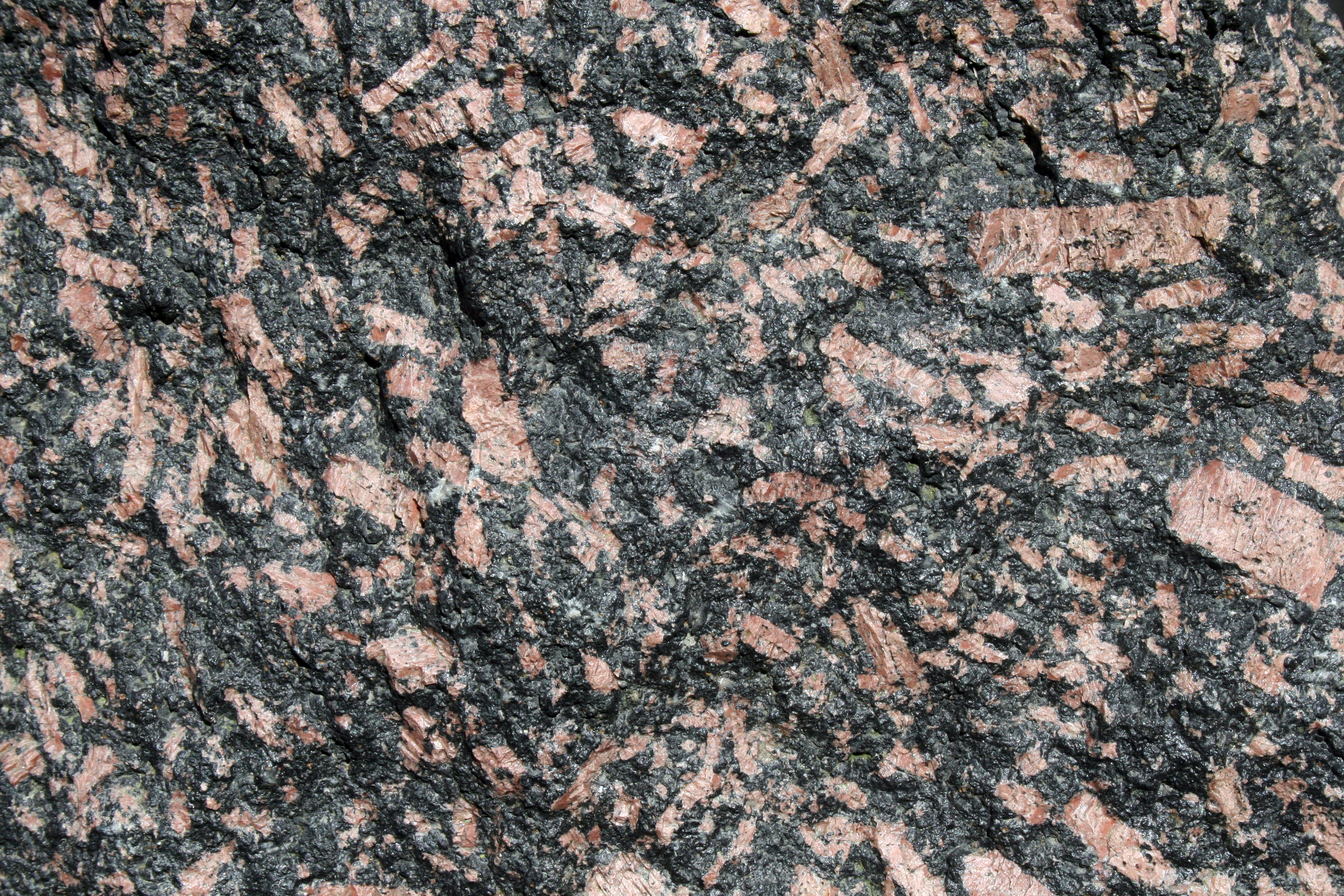
Luxulianita da Cornualha.

Luxulianita (também Luxullianite, Luxulyanite, Luxulianite) é um tipo raro de granito, notável pela presença de aglomerados de cristais de turmalina aciculares dispostos radialmente fechados por fenocristais de ortoclásio e quartzo em uma matriz de quartzo, turmalina, feldspato alcalino, mica marrom e cassiterita. 
O nome origina-se da aldeia de Luxulyan na Cornualha, Inglaterra, onde se encontra este tipo de granito. Um exemplo pode ser visto no monumento ao Duque de Wellington, na Catedral de São Paulo, em Londres.
Seu nome é derivado da vila Luxulyan, em Cornualha, no Reino Unido, essa rocha é raro por ser composto por vários tipos de minerais que podem ser vistas a olho nu. É possível ver os microcristais de Turmalina, Ortoclásio Sépia e também o Quartzo.
Só foi encontrada em um local no mundo é este é um dos motivos de sua raridade exclusiva, seu nome vem dessa população, a rocha é encontrada apenas em uma cidade do Reino Unido chama Luxulyan.

## Classificação
È uma rocha da classe ígneas, e sub classe rocha rígida, da família do grupo plutônica, se enquadrada na categoria de rochas de granulação grossa, possui textura glanular e fanerítica, é possível encontra-la nas cores Preto, Cinzento, Laranja, Rosa e Branco.

## Formação
É uma rocha ígnea intrusiva, cristalina e é visivelmente homogênea na textura, pode ser encontrada em grande plutons sobre os continentes, em áreas onde a crosta terrestre tem sido profundamente corroídas, sua constituição mineral pé de anfibólio, biotita, Feldspato, Hornblade, micas, Muscovite, plagioclásio, piroxena e Quartzo, sua composição química é constituída de: Oxido de alumínio, CaO, Ferro (II), FeO, oxido de potássio, MgO, Oxido de sódio, pentóxido de fósforo, Dióxido de silício e Dióxido de titânio.

## Uso
Na arquitetura é usada em interiores: casas de banhos, bancadas, agregados decorativos; Exteriores: Em edifício de pedra decoração de jardim. No comercio é utilizada em artes, ondulações, bancada de laboratórios e como pedra preciosa. 